# Nauphanthopsis diomedeae
Nauphanthopsis diomedeae is een schijfkwal uit de familie Periphyllidae. De kwal komt uit het geslacht Nauphantopsis. Nauphanthopsis diomedeae werd in 1885 voor het eerst wetenschappelijk beschreven door Fewkes. 